# Zora alpina
Espèce
Synonymes
- Zora nigrimana Schenkel, 1927

Zora alpina est une espèce d'araignées aranéomorphes de la famille des Miturgidae.

## Distribution
Cette espèce se rencontre en Italie au Trentin-Haut-Adige et en Lombardie, en Suisse et en Russie au Ciscaucasie,.

## Description
La carapace de la femelle syntype mesure 1,5 mm de long sur 1,2 mm et l'abdomen 3,1 mm de long sur 1,7 mm.
Le mâle décrit par Mazzoleni, Pantini, Pedrotti et Gobbi en 2016 mesure 3,11 mm.
Le mâle holotype mesure 3,11 mm et les femelles mesurent de 3,3 à 4 mm.

## Systématique et taxinomie
Cette espèce a été décrite par Kulczyński en 1915.
Zora nigrimana a été placée en synonymie par Heimer et Nentwig en 1991.

## Étymologie
Son nom d'espèce lui a été donné en référence au lieu de sa découverte, les Alpes.

## Publication originale
- Kulczyński, 1915 : « Fragmenta arachnologica, XVIII. » Bulletin international de l'Académie des Sciences de Cracovie, Classe des Sciences Mathématiques et Naturelles, vol. 1915, p. 897-942.